# Фримонт (округ, Айдахо)
Фри́монт (англ. Fremont County) — округ в штате Айдахо. Административным центром является город Сент-Антони.

## История
Округ Фримонт был образован 4 марта 1893 года. Своё название округ получил в честь Джона Фримонта, офицера и землепроходца, исследовавшего территорию округа в 1843 году.

## Население
По состоянию на июль 2008 года население округа составляло 12 551 человек С 2003 года население увеличилось на 376 человек, то есть на 3,09 %.. Ниже приводится динамика численности населения округа.

## География
Округ Фримонт располагается в восточной части штата Айдахо. Площадь округа составляет 4910 км², из которых 75 км² (1,53 %) занято водой.
|            | Биверхед (шт. Монтана) | Галлатин (шт. Монтана), Мадисон (шт. Монтана) |  |  |
| Кларк      | север                  | Титон (шт. Вайоминг)                          |  |  |
| Кларк      | Фримонт                | Титон (шт. Вайоминг)                          |  |  |
| Кларк      | юг                     | Титон (шт. Вайоминг)                          |  |  |
| Джефферсон | Мадисон, Титон         |                                               |  |  |

### Дороги

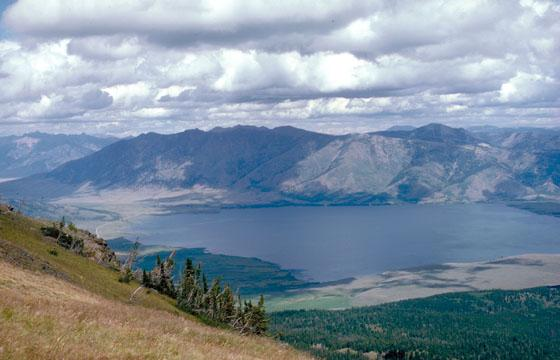
Озеро Хенрис

- — US 20
- — ID-47
- — ID-87

### Города округа
- Аштон
- Драммонд
- Айленд-Парк
- Ньюдейл
- Паркер
- Сент-Антони
- Титон
- Уорм-Ривер

### Достопримечательности и охраняемые природные зоны
- Национальный лес Карибу-Тарги (частично)
- Йеллоустонский национальный парк (частично)